# Kris Humphries
Kris Nathan Humphries (ur. 6 lutego 1985 w Minneapolis w stanie Minnesota) – amerykański koszykarz, występujący na pozycji silnego skrzydłowego. 
Syn Debry Jean (z domu Lemke) i Williama Duane’a Humphriesa. Jego matka miała pochodzenie niemieckie, ojciec był Afroamerykaninem, a babcia ze strony jego ojca była pochodzenia irlandzkiego. W 2003 wystąpił w meczu gwiazd amerykańskich szkół średnich - McDonald’s All-American.
Karierę koszykarską rozpoczął w 2004, kiedy to został wybrany z 14 numerem draftu NBA przez Utah Jazz. W latach 2006–2009 był zawodnikiem Toronto Raptors. Następnie bronił barw Dallas Mavericks. W dniu 11 stycznia 2010 trafił do New Jersey Nets. W 2013 uczestniczył w wymianie, na skutek której do Boston Celtics oprócz niego trafili Gerald Wallace, MarShon Brooks, Keith Bogans i Kris Joseph, do Brooklynu natomiast powędrowali Kevin Garnett, Paul Pierce, Jason Terry i D.J. White. 19 lipca 2014 trafił do Washington Wizards w ramach wymiany sign and trade za chroniony wybór w drugiej rundzie draftu 2015. 
18 lutego 2016 wraz z DeJuanem Blairem i chronionym wyborem w pierwszej rundzie draftu 2016 trafił do Phoenix Suns w zamian za Markieffa Morrisa. 28 lutego 2016 został zwolniony przez Suns. 1 marca 2016 podpisał umowę z klubem Atlanty Hawks.
25 września 2017 podpisał umowę na czas obozu treningowego z zespołem Philadelphia 76ers. 14 października został zwolniony.
Humphries był mężem amerykańskiej celebrytki Kim Kardashian. Zaledwie po 72 dniach małżeństwa para ogłosiła separację.

## Osiągnięcia
Stan na 26 września 2017, na podstawie, o ile nie zaznaczono inaczej.
NCAA
- Najlepszy pierwszoroczny zawodnik konferencji Big Ten (2004)[15]
- Zaliczony do I składu:
  - Big Ten (2004)
  - pierwszoroczniaków Big Ten (2004)

Reprezentacja
- Brązowy medalista mistrzostw Ameryki U–18 (2002)